# Masatierrum
Masatierrum is een monotypisch geslacht van kevers uit de familie van de klopkevers (Anobiidae).

## Soort
- Masatierrum impressipenne Pic, 1924